# María Coto
María Paula Coto González (Atenas, Alajuela, Costa Rica; 2 de marzo de 1998) es una futbolista costarricense. Juega de defensa y su equipo actual es el Alajuelense de la Primera División de Costa Rica. Es internacional absoluta por la selección de Costa Rica desde 2022.

## Trayectoria
En noviembre de 2021, Coto fichó en el Alajuelense.

## Selección nacional
Internacional absoluta con Costa Rica, Coto disputó la Copa Mundial Femenina de Fútbol de 2023 de 2015 y 2023.

### Participaciones en copas continentales
| Copa                                       | Sede   | Resultado    |
| ------------------------------------------ | ------ | ------------ |
| Campeonato Femenino de la Concacaf de 2022 | México | Cuarto lugar |

### Participaciones en copas del mundo
| Mundial              | Sede                    | Resultado      |
| -------------------- | ----------------------- | -------------- |
| Copa Mundial de 2015 | Canadá                  | Fase de grupos |
| Copa Mundial de 2023 | Australia Nueva Zelanda | Fase de grupos |

## Clubes
| Club              | País       | Año           |
| ----------------- | ---------- | ------------- |
| UCEM Alajuela     | Costa Rica | 2013-2016     |
| F. C. Moravia     | Costa Rica | 2016-2019     |
| C. S. Herediano   | Costa Rica | 2019-2021     |
| L. D. Alajuelense | Costa Rica | 2021-presente |